# نمایشگاه هوایی ماکس

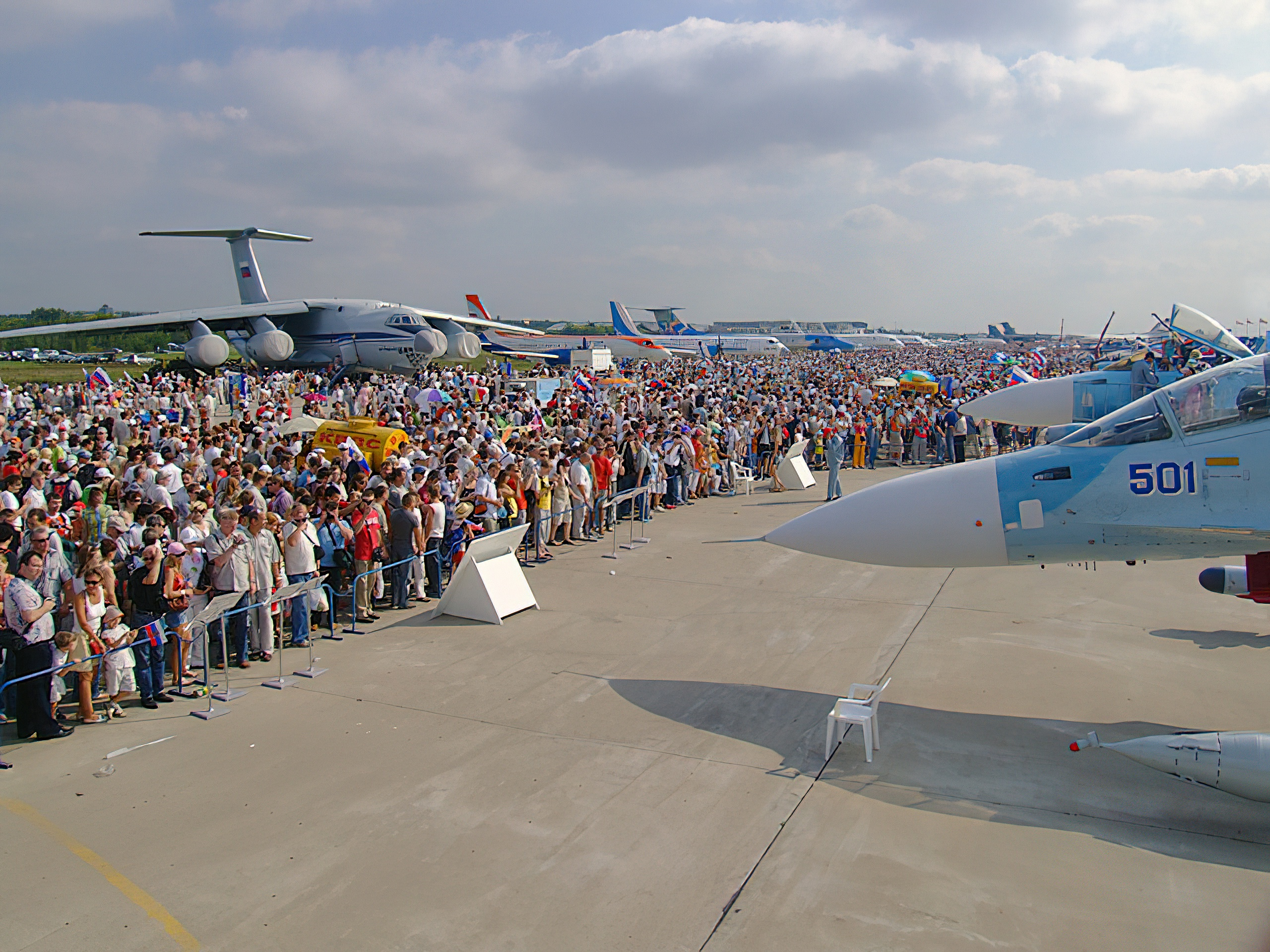
ماکس ۲۰۰۷

نمایشگاه بین‌المللی هوانوردی و فضا (به روسی: Международный авиационно-космический салон) که به اختصار ماکس (به روسی: МАКС) خوانده می‌شود، یک نمایشگاه هوایی است که هر دو سال یک‌بار در فرودگاه رامنسکویه مسکو برگزار می‌گردد. این نمایشگاه نخستین بار پس از فروپاشی شوروی سابق در سال ۱۹۹۳ در منطقه ژوکوفسکی شروع به کار کرد. ماکس یک رویداد مهم در صنعت کسب‌وکار در روسیه به حساب می‌آید.
در این نمایشگاه هر ساله کشورها آخرین فناوری هوایی خود را به نمایش می‌گذارند. در این نمایشگاه روسیه آخرین بروزرسانی اس ۴۰۰ را به نمایش گذاشته است.

## شرکت صنایع هوایی ایران
در نمایشگاه ۲۰۱۷ ایران با ۲ نوع هلی کوپتر غیرنظامی و یک جت آموزشی کوثر۸۸ در نمایشگاه شرکت کرده و همچنین موشک هدایت شونده سدید و پهباد یسیر.

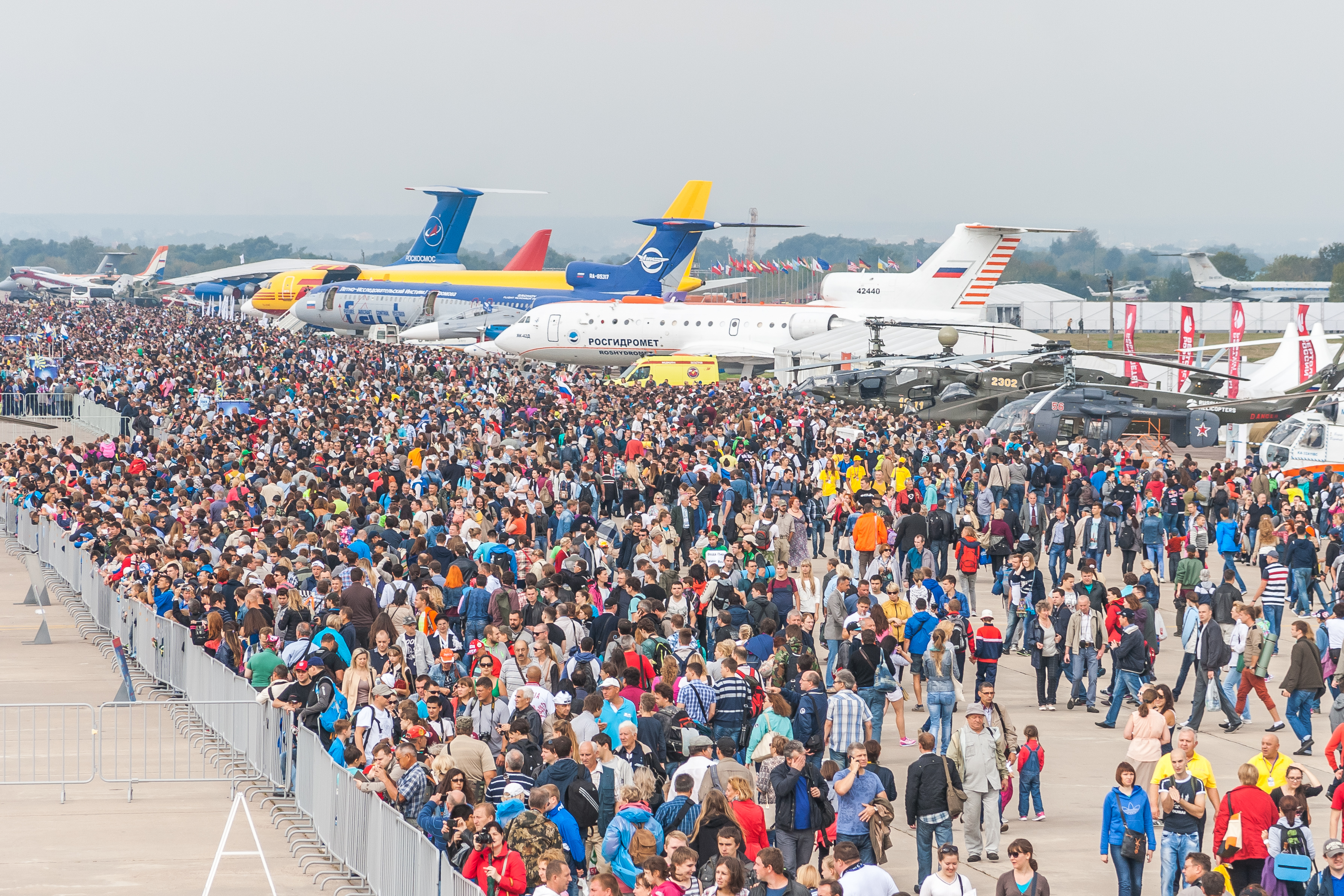
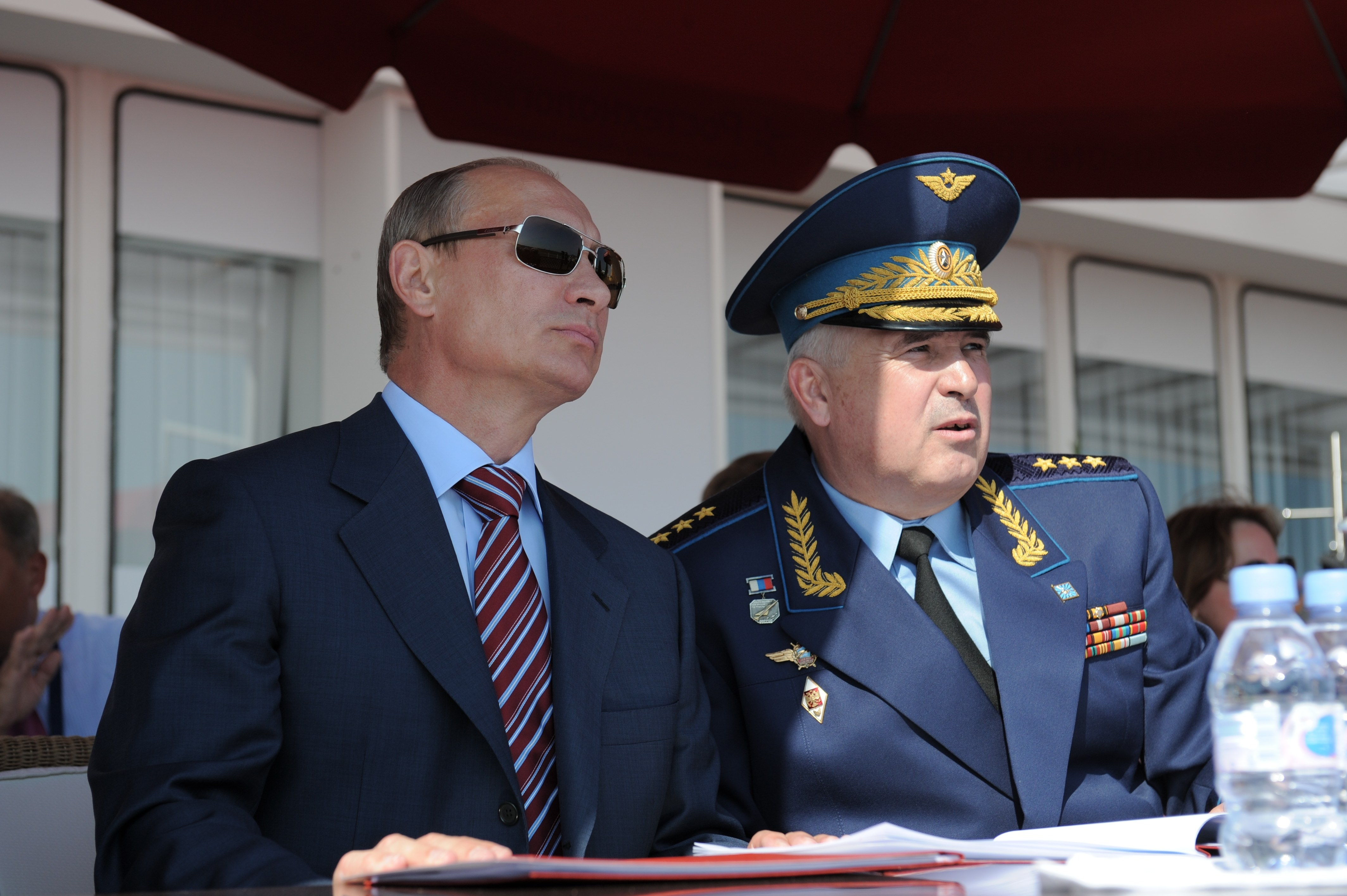
ولادیمیر پوتین و الکساندر زلین
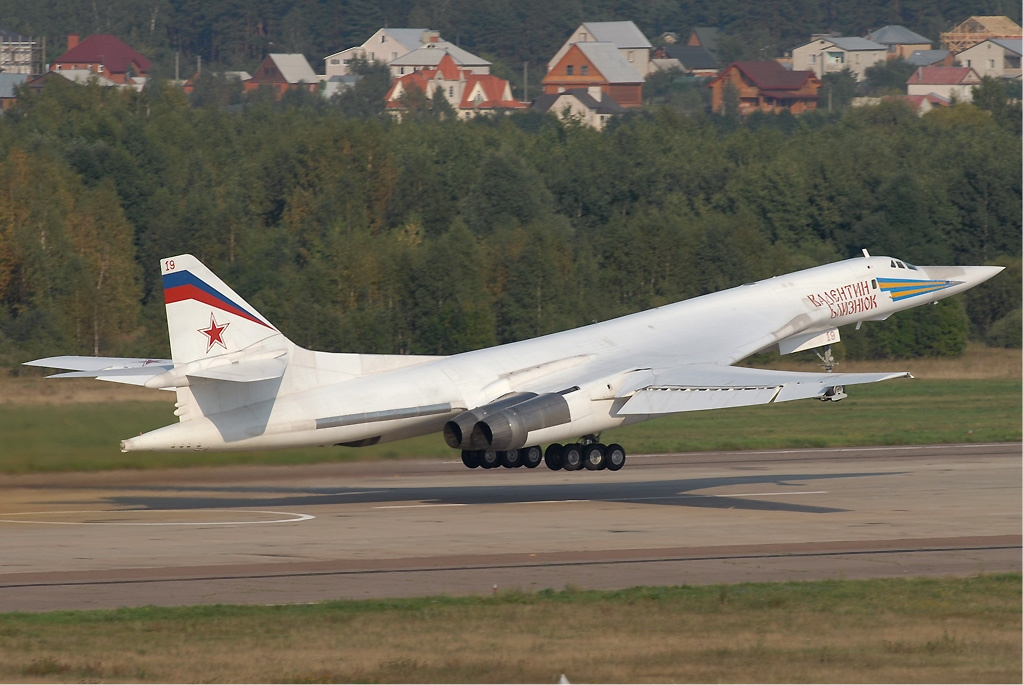
توپولف تو-۱۶۰ در پرواز نمایشی در نمایشگاه ماکس
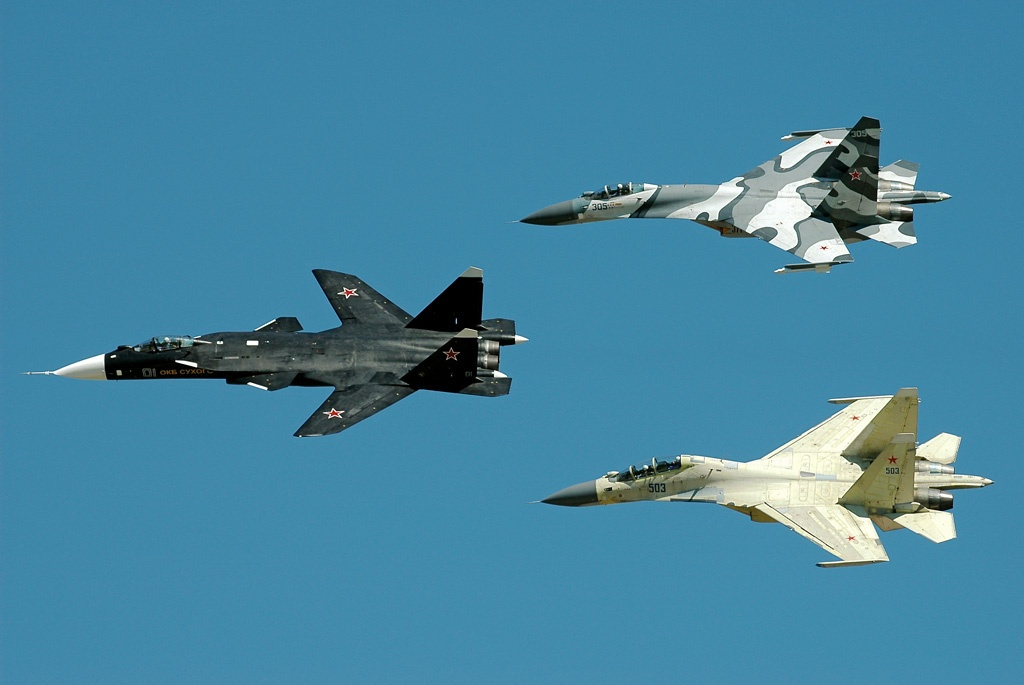
سوخو-۴۷ بهمراه سوخو-۲۷ و سوخو-۳۰